# Children of the Revolution
"Children of the Revolution" é uma canção da banda britânica de rock T. Rex, escrita por Marc Bolan e lançada como single em 8 de setembro de 1972 pela EMI Records. Foi uma canção de sucesso número dois, porém, quebrou a sequência de lançamentos populares da banda que alcançaram o primeiro lugar na tabela musical britânica ("Hot Love", "Get It On", "Telegram Sam", "Metal Guru"). Ela não aparece em nenhum álbum.

## Gravação
"Children of the Revolution" foi inicialmente gravada no Ascot Sound Studios para o filme-concerto Born to Boogie, e contou com a participação de Elton John no piano e Ringo Starr em uma segunda bateria.
Uma versão mais longa da canção, com mais de doze minutos de duração, foi gravada em 31 de março de 1972 no Rosenberg Studios, em Copenhague, durante as sessões do terceiro álbum da banda, The Slider. A gravação da versão do single da canção começou durante as sessões do álbum Tanx, em agosto de 1972. A faixa foi mixada no AIR Studios em meados de agosto antes de ser lançada em setembro.
"Jitterbug Love" foi inicialmente gravada em 2 de agosto de 1972 no Château d'Hérouville, no entanto, apenas a faixa de bateria gravada nesta sessão chegou ao lançamento final. Overdubs instrumentais foram adicionados no AIR em 11 de agosto de 1972. "Sunken Rags" foi gravada durante a última das sessões do The Slider no Rosenberg Studios, em março de 1972.

## Posição nas paradas musicais
| Paradas musicais (1972–1973)       | Melhor posição | Ref.  |
| ---------------------------------- | -------------- | ----- |
| Austrália (Go-Set National Top 40) | 11             | [ 2 ] |
| Austrália (Kent Music Report)      | 13             | [ 3 ] |
| Áustria (Top 40)                   | 7              | [ 4 ] |
| França (IFOP)                      | 34             | [ 5 ] |
| Alemanha (GfK)                     | 4              | [ 6 ] |
| Irlanda (IRMA)                     | 1              | [ 7 ] |
| Espanha (PME)                      | 14             | [ 8 ] |
| Reino Unido (OCC)                  | 2              | [ 9 ] |

## Versõescover
Em fevereiro de 2025, Zak Starkey, ex-baterista do The Who e filho de Ringo Starr, vazou uma versão inédita gravada por um supergrupo formado por Axl Rose no vocal, Slash na guitarra, Duff McKagan no baixo, Elton John no piano e o próprio Ringo Starr, na bateria. A canção foi gravada ao longo de vários anos desde um encontro entre Guns N' Roses e The Who no Rock in Rio VII, em 2017, e faz parte de um álbum beneficente para arrecadar fundos para a fundação Teenage Cancer Trust. Starkey alegou que a música só não foi lançada ainda porque depende da autorização de outros artistas envolvidos com a faixa.